# Homobono Adaza
Homobono Adaza (Catarman, 13 november ?) is een Filipijns advocaat en oud-politicus. Adaza was lid van het Batasang Pambansa, het Filipijns parlement gedurende het tweede deel van het bewind van Ferdinand Marcos. Daarvoor was hij ook gouverneur van de provincie Misamis Oriental. In 2009 bracht Adaza het boek Leaders of the Philippines uit.

## Biografie
Adaza werd geboren in Catarman op het eiland Camiguin in het zuiden van de Filipijnen. Hij studeerde rechten aan de University of the Philippines. Tijdens zijn studie was hij twee jaar lang hoofdredacteur van de UP collegian. In 1959 slaagde Adaza hij voor het toelatingsexamen (bar exam) van de Filipijnse balie.
Nadat Ferdinand Marcos in 1972 de staat van beleg uitriep werd Adaza gearresteerd en meer dan een jaar vasthouden. Na zijn vrijlating richtte hij de oppositiepartij Mindanao Alliance op. Bij de parlementsverkiezingen van 1978 behaalden de kandidaten van deze partij meer stemmen dan die van de KBL, de partij van Marcos. De KBL-kandidaten werden echter toch tot winnaar uitgeroepen. In 1980 deed Adaza mee aan de verkiezingen tot gouverneur van Misamis Oriental. Hij was daarbij een van de twee oppositiekandidaten die er in slaagden om een gouverneurspost te bemachtigen. Na zijn termijn van vier jaar werd Adaza in 1984 gekozen in de Batasang Pambansa. 
Bij de verkiezingen van 1992 deed Adaza mee aan de verkiezingen voor de Filipijnse Senaat. Hij eindigde met 1,5 miljoen stemmen als 58e, onvoldoende voor een van de 24 beschikbare zetels. Van 18 maart 1998 tot 1 juli 1998 was Adaza kortstondig Commissioner of Immigration, de hoogste baas bij het Bureau of Immigration, de Filipijnse instantie verantwoordelijk voor immigratie. Bij de verkiezingen van 2001 deed Adaza opnieuw mee aan de verkiezingen voor de Senaat. Deze keer eindigde hij als 28e, weer onvoldoende voor zetel in de Senaat.
Adaza is tevens actief als auteur. Hij schreef diverse boeken over de Filipijnse politiek zoals: Leaders From Marcos to Arroyo (2009), Diliman Way - Book A (2021) en Diliman Way - Book B (2021). Ook was hij columnist voor de Manila Times. In zijn columns schreef Adaza over actualiteiten in de Filipijnse politiek.